# Plagiolepis pissina
Plagiolepis pissina é uma espécie de formiga do gênero Plagiolepis, pertencente à subfamília Formicinae.